# 河野公平
河野 公平（こうの こうへい、1980年11月23日 - ）は、日本の元プロボクサー。山梨県中巨摩郡櫛形町（現・南アルプス市）出身。ワタナベボクシングジム所属。元WBA世界スーパーフライ級王者。
東亜学園高等学校、日本鍼灸理療専門学校卒業。

## 来歴
高校時代は陸上部に所属していたが、『6ヶ月でプロボクサーになる』を読んでボクシングを始める。ワタナベジムに入門し、1999年以降はトレーナー・高橋智明の指導を受けている。
2000年11月22日、20歳前日にプロデビューする。デビュー戦は敗戦となってしまうが、その後は順調に勝ち上がる。
2002年12月22日、三枝健二に勝ち8連勝の東日本スーパーフライ級新人王として、西軍代表中広大悟と全日本スーパーフライ級新人王を争うも、6回判定で敗れた。
2003年11月4日、1勝後、後に3度戦う菊井徹平に8回判定勝ち。初の8回戦・ランカー対戦で日本ランカーとなった。以後ランク落ちなし。
2005年7月16日、4連勝後菊井に8回判定負けで連勝ストップ。
2006年2月11日、プロスパー松浦（当時、名城信男の持つ日本王座に挑戦し10回判定で敗れていた）の再起戦に選ばれ、9回TKOで下す。プロスパーはこの試合で引退を表明。

### 日本王座獲得
2007年2月12日、菊井の持つ日本スーパーフライ級タイトルに挑戦。序盤に菊井からダウンを奪い、終始試合を支配し10回3-0判定で勝利しタイトル奪取に成功した。
2007年5月26日、初防衛戦を前にした公開スパーリング後に、亀田和毅が日本人世界ランカーを対象に公募していたスパーリング相手に立候補（ただし、その試合で防衛することを前提としていた）。

### 東洋太平洋王座獲得
2007年10月6日、相澤国之の王座返上に伴いエデン・ソンソナとOPBF東洋太平洋スーパーフライ級王座決定戦を行い、12回判定で勝利し、2冠達成。
2008年2月16日、2冠の防衛戦を相澤国之と行い、12回判定勝ちを収めた。
2008年5月16日、OPBF東洋太平洋スーパーフライ級王座を返上。

### 世界王座挑戦
2008年9月15日、クリスチャン・ミハレスのスーパー王座認定に伴い空位になったWBA世界スーパーフライ級正規王座を決定戦を名城信男と行った。終始手数を出し続けるも、12回1-2（2者が114-115、115-114）の判定負けを喫し王座獲得に失敗した。この試合で右拳を傷めたことにより、日本スーパーフライ級王座の防衛期限に間に合わなくなるため9月25日に日本スーパーフライ級王座を返上した。
2009年2月7日、再起戦で6回TKO勝利を収め、4月11日現在WBA5位、WBC12位までランクを戻した。
2009年5月2日、世界挑戦のために返上したOPBF東洋太平洋スーパーフライ級王座をOPBF東洋太平洋スーパーフライ級1位のダニエル・フェレーラスと争い、8回には右拳を傷めて失速したが、3-0の判定勝利を収めて同王座に返り咲いた。
2010年5月17日、さいたまスーパーアリーナでWBA5位・WBC1位のOPBF王者としてOPBF14位・日本6位の殿村雅史に11回TKO勝ちを収めOPBF王座の2度目の防衛に成功した。この試合のあと、世界王座挑戦のために王座を返上した。
2010年9月20日、さいたまスーパーアリーナ・コミュニティアリーナでWBC世界スーパーフライ級2位のトマス・ロハス（メキシコ）とWBC世界スーパーフライ級王座決定戦で対戦。序盤からロハスのステップワークとアッパーに苦しみ、中盤以降はボディーを効かされ、11回終了時点で大きくリードを許す。迎えた最終12回、右のカウンターを効かせてダウンを奪ったものの、その後の追撃は及ばず、結局0-3の大差判定負けで王座奪取はならなかった。
ロハスとの試合後、後にWBC同級王者となる佐藤洋太に日本タイトルマッチにおいて10回判定負け。
続けてアマチュアボクシングで国体2冠を達成した経験を持つ戸部洋平に8回判定負けとロハス戦から数えて3連敗を経験することとなる。
2012年9月10日、後楽園ホールにてWBC世界スーパーフライ級15位のペッバーンボーン・ゴーキャットジム（タイ）にスーパーフライ級8回戦で勝利し世界ランクに返り咲いた。

### 世界王座獲得
2012年12月31日、大田区総合体育館にてWBA世界スーパーフライ級王者のテーパリット・ゴーキャットジム（タイ）と対戦。3回までの採点では王者にリードを許したが、4回に3度のダウンを奪ってWBAルールにより2分8秒KO勝ちを収め、3度目の世界王座挑戦にして悲願の世界王座を獲得した。試合後のリングでは試合までの準備期間について「渡辺会長に3度もチャンスをいただいて、ここで負けたら本当、死のうかと思ったくらい、毎日追い込んでいました」と話した。この日に大阪と東京で開催された5つの世界戦を考察した「日本経済新聞」公式サイト配信の記事では、「一番インパクトのある試合をやってのけたのは、圧倒的不利の予想を覆してWBAスーパーフライ級王座を戴冠した河野公平だった」と記述されている。

### 世界王座陥落
2013年5月6日、大田区総合体育館で暫定王者のリボリオ・ソリス（ベネズエラ）と王座統一戦を行い12回0-2（111-115、112-114、113-113）の判定負けを喫し王座統一に失敗、王座から陥落した。河野は2回にソリスからダウンを奪ったが、8回にはダウンを奪い返され、小差の判定を落とした。ソリスは試合後、ダウンを喫したことで戦術を変えなければならなくなったが勝てたことが嬉しいと言い、「河野をノックアウトしたかったが、彼は強過ぎた」と話した。

### 再起
2013年11月21日、自身が2010年に王座獲得失敗した後にWBC世界スーパーフライ級王座を獲得した佐藤洋太の引退エキシビションで相手を務めた。
2013年12月27日、WBAはデンカオセーン・カオウィチットと河野公平の間で行われるWBA世界スーパーフライ級王座決定戦を2014年3月26日に行うと発表した。
2013年12月31日、大田区総合体育館にてダウト・マノプカンチャン（タイ）と再起戦を行い、3回50秒TKO勝ちを収めた。

### WBA王座返り咲き
2014年3月26日、後楽園ホールにて、WBA世界スーパーフライ級暫定王者デンカオセーン・カオウィチットとWBA世界スーパーフライ級王座決定戦を行い、4回と8回に右ストレートでダウンを奪い8回50秒KO勝ちを収め王座返り咲きに成功した。4月8日、WBAの3月度月間優秀選手賞に選ばれた。
2014年9月5日、WBAは元世界3階級制覇王者でWBA世界スーパーフライ級2位の亀田興毅との指名試合の入札を同月17日の午前11時にパナマのWBA本部で行うと通達を出した。
2014年9月8日、ボクサーライセンスが失効中の亀田興毅は日本のリングに立てないことなど日本国内の特別な事情を汲み、選択試合を認めるようWBAに要望してきたが、WBAから反応はなく、17日に入札を開くとの連絡がワタナベジムに入った為、ワタナベジムの渡辺均会長は「これまでも事情を説明してきたが、WBAに対してもう一度抗議する」として、JBCを通じて文書で抗議する方針を示すなど、最低落札額は8万ドル（約840万円）で、WBA規定により75%が河野公平に、残りの25%が亀田興毅に配分される同月17日に行われる予定の指名試合の入札を回避する方向でWBAに働きかける考えを示した。翌9日、JBCは「今回の入札に関しては、いかなるプロモーションが落札するにせよ、ライセンスを持たないボクサーの試合をJBCは管轄しない」とし、河野公平 対 亀田興毅戦の日本開催を認めないことや、JBCがWBAの暫定王座制度などに異議を申し立ててきた事実を挙げた上で「今回の指名挑戦者の選定に関しても、当財団は大いなる疑念を持ち、そのことはWBA本部にも伝えてきた。当財団としては、今後のWBAの世界王座や世界タイトルマッチに対する取扱いを再考する時期に来ているのかもしれないと感じることもある」と強い文言でWBAへの憤りを表すなど河野公平と亀田興毅による指名試合の入札についての見解を発表した。
2014年9月18日、河野陣営と亀田陣営は河野公平と亀田興毅による指名試合の入札を回避することで合意し、WBA本部で予定されていた河野公平と亀田興毅による指名試合の入札は中止となった。
2014年12月31日、大田区総合体育館にて、WBA世界スーパーフライ級5位のノルベルト・ヒメネス（ドミニカ共和国）と対戦。初回から相手の足を使ったテクニックに翻弄されるが、6回にローブローで相手に減点を課せられ、得意の後半戦でポイントを取り返し12回1-1（116-111、112-115、114-114）の判定で引き分けたが初防衛に成功した。
2015年10月16日、シカゴのUICパビリオンで元世界3階級制覇王者でWBA世界スーパーフライ級2位の亀田興毅と対戦し、12回3-0（115-109、113-111、116-108）の判定勝ちを収め2度目の防衛に成功した。11月10日、WBAの2015年10月度の月間優秀選手賞に選出された。
2016年4月27日、大田区総合体育館でWBA世界スーパーフライ級7位のインタノン・シッチャムアンと対戦し、12回3-0（3者共に119-106）の判定勝ちを収め3度目の防衛に成功した。
2016年8月31日、大田区総合体育館でWBA世界スーパーフライ級1位で暫定王者のルイス・コンセプシオンと対戦し、12回0-3（113-115、112-116×2）の判定負けを喫し王座統一による4度目の防衛に失敗、2年5ヵ月保持していた王座から陥落した。

### WBO王座挑戦
2016年12月10日、WBOは河野をWBO世界スーパーフライ級10位にランクインした。
2016年12月30日、有明コロシアムでWBO世界スーパーフライ級王者井上尚弥（大橋）と対戦し、6回1分1秒TKO負けを喫しWBAに続きWBOでの王座獲得に失敗した。なお、井上との対戦について、妻からは反対されたという。

### 再起
2017年7月23日、大田区総合体育館でラムボー・ゴーラットスポーツスクールと53.0kg契約8回戦を行い、5回1分35秒TKO勝ちを収め再起した。
2017年10月7日、香港コンベンション・アンド・エキシビション・センターでWBOインターナショナルスーパーフライ級王者のレックス・ツォと対戦し、7回0秒0-3（3者共66-68）の負傷判定負けを喫し王座獲得に失敗した。
2018年5月19日、メルボルンでジェイソン・モロニーと試合を行い、6回終了TKO負けを喫した
2018年11月22日、ワタナベボクシングジムで記者会見を開き、引退を表明した。

## エピソード
- 父親はボクシングに対して反対していたが、デビュー戦で敗れて猛練習していたところを見て、自宅のリビングを練習場に改修した[61]。
- 生活は質素そのものであり、渡辺均会長によれば「酒や外食は一切せず、生活費は月2、3万円程ではないか」という。また、自宅がジムの至近距離のため、家賃はゼロだという[62]。
- 日本王座獲得まではアルバイトもしていたが、上記に生活環境に加え「月収10万程度でくたくたになって練習するよりボクシングに集中したほうがいい」と、ボクシングに専念している[62]。
- 2015年10月7日、シンガーソングライターみなみらんぼうの長女と結婚[63]。
- 風貌がマニー・パッキャオに似ており、WBA総会に参加した際にパッキャオに間違えられたことがあった[64]。

## 戦績
- アマチュアボクシング：4戦 2勝 2敗
- プロボクシング：46戦 33勝 (14KO) 12敗 1分

| 戦           | 日付           | 勝敗 | 時間     | 内容        | 対戦相手                             | 国籍           | 備考                                                |
| ------------ | -------------- | ---- | -------- | ----------- | ------------------------------------ | -------------- | --------------------------------------------------- |
| 1            | 2000年11月22日 | ★    | 4R       | 判定0-2     | 新田俊明（大橋）                     | 日本           | プロデビュー戦                                      |
| 2            | 2001年4月18日  | ☆    | 4R       | 判定3-0     | 平田和也（レパード玉熊）             | 日本           |                                                     |
| 3            | 2001年6月19日  | ☆    | 4R       | 判定3-0     | 林孝明（沼田）                       | 日本           |                                                     |
| 4            | 2001年9月26日  | ☆    | 4R       | 判定3-0     | 石渡洋介（花形）                     | 日本           |                                                     |
| 5            | 2002年1月28日  | ☆    | 1R 2:07  | KO          | 荒井涼嗣（野口）                     | 日本           |                                                     |
| 6            | 2002年5月31日  | ☆    | 4R 1:54  | TKO         | 高見沢孝介（輪島スポーツ）           | 日本           |                                                     |
| 7            | 2002年8月2日   | ☆    | 4R       | 判定3-0     | 岸裕機（ヨネクラ）                   | 日本           |                                                     |
| 8            | 2002年9月26日  | ☆    | 4R       | 判定3-0     | 小室裕一朗（新松戸高橋）             | 日本           |                                                     |
| 9            | 2002年11月9日  | ☆    | 6R       | 判定3-0     | 三枝健二（新開）                     | 日本           | 東日本スーパーフライ級新人王トーナメント決勝戦      |
| 10           | 2002年12月22日 | ★    | 6R       | 判定0-3     | 中広大悟（広島三栄）                 | 日本           | 全日本スーパーフライ級新人王決定戦                  |
| 11           | 2003年6月26日  | ☆    | 2R 2:54  | TKO         | 堀之内誠（横浜さくら）               | 日本           |                                                     |
| 12           | 2003年11月4日  | ☆    | 8R       | 判定2-1     | 菊井徹平（花形）                     | 日本           |                                                     |
| 13           | 2004年2月5日   | ☆    | 8R       | 判定3-0     | 高野旭（三迫）                       | 日本           |                                                     |
| 14           | 2004年5月20日  | ☆    | 7R 1:05  | TKO         | 若尾健吾（角海老宝石）               | 日本           |                                                     |
| 15           | 2004年8月25日  | ☆    | 8R       | 判定2-1     | 江川宗武（角海老宝石）               | 日本           |                                                     |
| 16           | 2005年2月1日   | ☆    | 8R       | 判定3-0     | 和田恭平（斉田）                     | 日本           |                                                     |
| 17           | 2005年7月16日  | ★    | 8R       | 判定0-3     | 菊井徹平（花形）                     | 日本           |                                                     |
| 18           | 2005年10月24日 | ☆    | 2R 1:07  | KO          | ペッダム・シッサイトーン             | タイ           |                                                     |
| 19           | 2006年2月11日  | ☆    | 9R 1:50  | TKO         | プロスパー松浦（国際）               | 日本           |                                                     |
| 20           | 2006年9月4日   | ☆    | 6R 2:41  | TKO         | サーイチョン・オー・オウンスウォン   | タイ           |                                                     |
| 21           | 2007年2月12日  | ☆    | 10R      | 判定3-0     | 菊井徹平（花形）                     | 日本           | 日本スーパーフライ級タイトルマッチ                  |
| 22           | 2007年6月2日   | ☆    | 9R 1:05  | 負傷判定3-0 | 三枝健二（新開）                     | 日本           | 日本防衛1                                           |
| 23           | 2007年10月6日  | ☆    | 12R      | 判定2-1     | エデン・ソンソナ                     | フィリピン     | OPBF東洋太平洋スーパーフライ級王座決定戦            |
| 24           | 2008年2月16日  | ☆    | 12R      | 判定3-0     | 相澤国之（三迫）                     | 日本           | 日本防衛2・OPBF防衛1                                |
| 25           | 2008年9月15日  | ★    | 12R      | 判定1-2     | 名城信男（六島）                     | 日本           | WBA世界スーパーフライ級王座決定戦                   |
| 26           | 2009年2月7日   | ☆    | 6R 2:28  | TKO         | ヘンドリック・バロンサイ             | インドネシア   |                                                     |
| 27           | 2009年5月2日   | ☆    | 12R      | 判定3-0     | ダニエル・フェレーラレス             | フィリピン     | OPBF東洋太平洋スーパーフライ級王座決定戦            |
| 28           | 2009年10月3日  | ☆    | 12R      | 判定3-0     | マービン・タンパス                   | フィリピン     | OPBF防衛1                                           |
| 29           | 2010年5月17日  | ☆    | 11R 2:28 | TKO         | 殿村雅史（角海老宝石）               | 日本           | OPBF防衛2                                           |
| 30           | 2010年9月20日  | ★    | 12R      | 判定0-3     | トマス・ロハス                       | メキシコ       | WBC世界スーパーフライ級王座決定戦                   |
| 31           | 2011年4月9日   | ★    | 10R      | 判定0-3     | 佐藤洋太（協栄）                     | 日本           | 日本スーパーフライ級タイトルマッチ                  |
| 32           | 2011年10月10日 | ★    | 8R       | 判定0-3     | 戸部洋平（三迫）                     | 日本           |                                                     |
| 33           | 2012年3月31日  | ☆    | 5R 1:14  | KO          | 石川雄策（角海老宝石）               | 日本           |                                                     |
| 34           | 2012年9月10日  | ☆    | 8R       | 判定3-0     | ペッバーンボーン・ゴーキャットジム   | タイ           |                                                     |
| 35           | 2012年12月31日 | ☆    | 4R 2:08  | KO          | テーパリット・ゴーキャットジム       | タイ           | WBA世界スーパーフライ級タイトルマッチ               |
| 36           | 2013年5月6日   | ★    | 12R      | 判定0-2     | リボリオ・ソリス                     | ベネズエラ     | WBA世界スーパーフライ級王座統一戦 WBA陥落           |
| 37           | 2013年12月31日 | ☆    | 3R 0:50  | TKO         | ダウト・マノプカンチャン             | タイ           |                                                     |
| 38           | 2014年3月26日  | ☆    | 8R 0:50  | KO          | デンカオセーン・カオウィチット       | タイ           | WBA世界スーパーフライ級王座決定戦                   |
| 39           | 2014年12月31日 | △    | 12R      | 判定1-1     | ノルベルト・ヒメネス                 | ドミニカ共和国 | WBA防衛1                                            |
| 40           | 2015年10月16日 | ☆    | 12R      | 判定3-0     | 亀田興毅（亀田）                     | 日本           | WBA防衛2                                            |
| 41           | 2016年4月27日  | ☆    | 12R      | 判定3-0     | インタノン・シッチャムアン           | タイ           | WBA防衛3                                            |
| 42           | 2016年8月31日  | ★    | 12R      | 判定0-3     | ルイス・コンセプシオン               | パナマ         | WBA世界スーパーフライ級王座統一戦 WBA陥落           |
| 43           | 2016年12月30日 | ★    | 6R 1:01  | TKO         | 井上尚弥（大橋）                     | 日本           | WBO世界スーパーフライ級タイトルマッチ               |
| 44           | 2017年7月23日  | ☆    | 5R 1:35  | TKO         | ラムボー・ゴーラットスポーツスクール | タイ           |                                                     |
| 45           | 2017年10月7日  | ★    | 7R 0:00  | 負傷判定0-3 | レックス・ツォ                       | 香港           | WBOインターナショナルスーパーフライ級タイトルマッチ |
| 46           | 2018年5月19日  | ★    | 6R 終了  | TKO         | ジェイソン・モロニー                 | オーストラリア | WBAオセアニアバンタム級タイトルマッチ               |
| テンプレート |                |      |          |             |                                      |                |                                                     |

## 獲得タイトル
- 第59回東日本スーパーフライ級新人王
- 日本スーパーフライ級王座（防衛2＝返上）
- OPBF東洋太平洋スーパーフライ級王座（1期目: 防衛1、2期目: 防衛2）
- WBA世界スーパーフライ級王座（1期目: 防衛0、2期目: 防衛3）

## 受賞
- プロ・アマチュア年間表彰
  - 2019年プロボクシング部門 特別賞[65]

### 映像資料
1. ↑  テーパリット対河野 (試合全容). 会場観戦者によるYouTube動画. 31 December 2012. 2013年1月6日閲覧。